# Voetbalvereniging Door Oefening Sterk
Il Voetbalvereniging Door Oefening Sterk, meglio noto come DOS Utrecht o solamente DOS, è stata una società calcistica olandese con sede nella città di Utrecht. Attivo dal 1901 al 1970 con la prima squadra, ha vinto il campionato olandese nella stagione 1957-1958.

## Storia

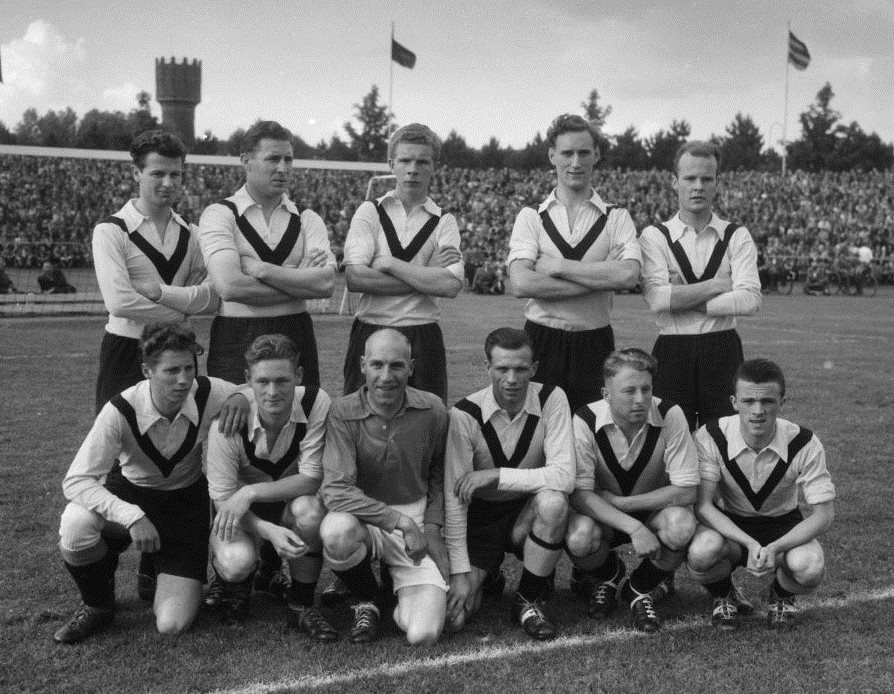
La squadra nel 1954.

Il club venne fondato il 23 marzo 1901 e le maglie gialle scelte per le prime partite portarono alla nascita del soprannome de Kanaries (i canarini). Il primo campo da gioco era nel parco cittadino Wilhelminapark. Dopo le prime partite organizzate con le nascenti squadre cittadine, il DOS iniziò a partecipare ai campionati organizzati dalla KNVB, la federazione dei Paesi Bassi. All'inizio degli anni venti il DOS raggiunse la seconda divisione nazionale, per poi retrocedere in terza divisione qualche anno dopo. Nel 1936 venne realizzato lo stadion Galgenwaard, che divenne il campo da gioco sia del DOS che dell'USV Hercules. Nel 1938 arrivò la promozione nella massima serie nazionale dopo la vittoria per 2-1 contro il DWS, ottenuta grazie alla rete decisiva di Ben van Leur. Il DOS rimase nella massima serie per quattro stagioni consecutive, prima di essere retrocesso. Nel 1944, alla seconda stagione in seconda divisione, il DOS arrivò alla sfida finale valida per la promozione contro l'OSV Oostzaan: dopo la vittoria nella gara di andata per 5-0, arrivò la vittoria anche nella gara di ritorno per 2-1 che assicurò alla compagine di Utrecht il ritorno in prima divisione.

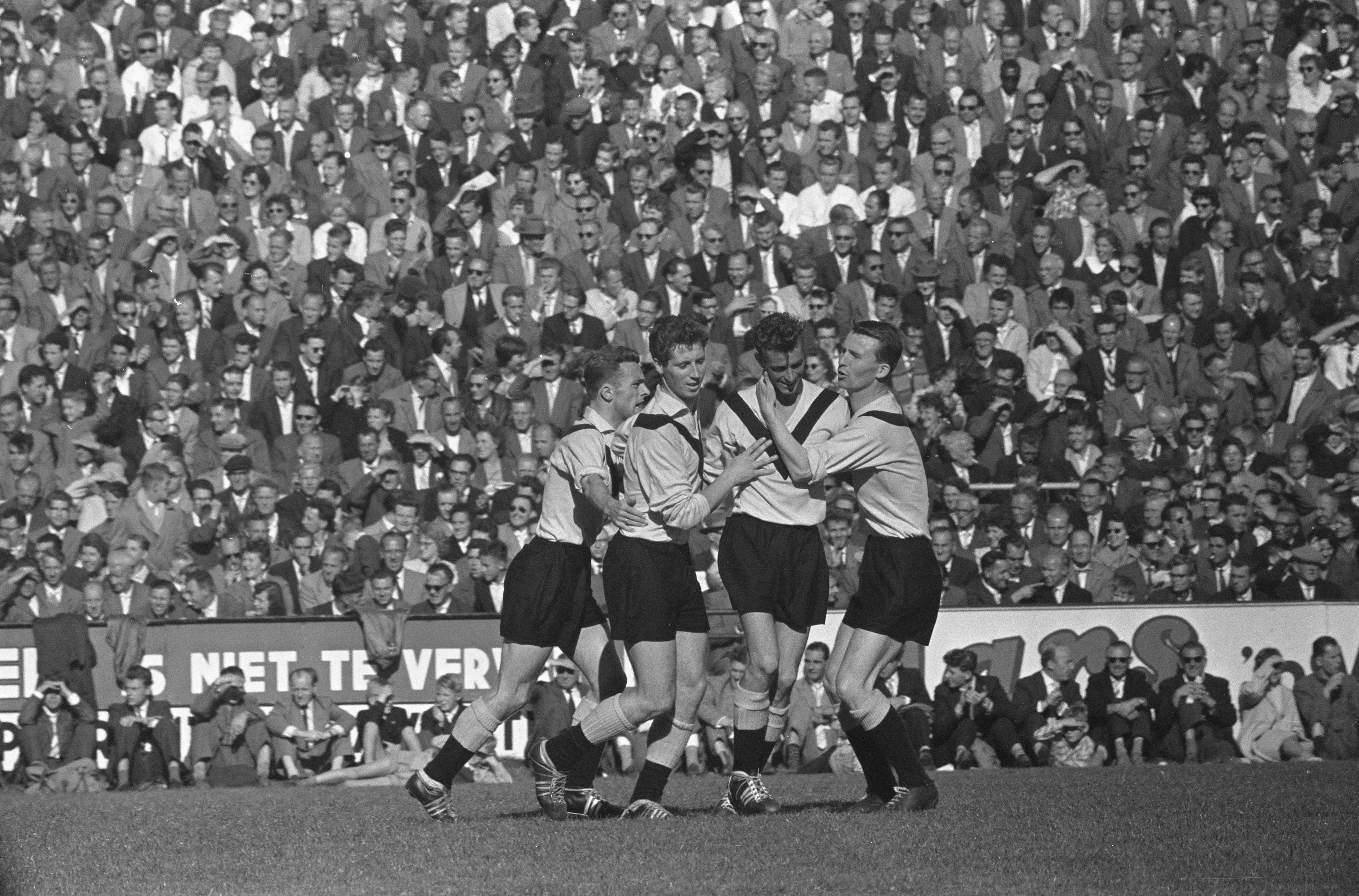
Calciatori del DOS che esultano dopo una rete nella sconfitta contro l' per 1-2 del 27 settembre 1959.

Dopo la sospensione dei campionati a causa della seconda guerra mondiale, il DOS fece il suo nuovo esordio nella Eerste klasse nella stagione 1945-1946 e da allora venne più retrocesso. Nella stagione 1953-1954 il DOS concluse al primo posto il girone B, accedendo così per la prima volta alla disputa del girone finale, valido per l'assegnazione del titolo nazionale. Il DOS si posizionò al secondo posto nel girone finale alle spalle dell'Eindhoven, che divenne campione nazionale per la prima volta. Nel 1954 avvenne il passaggio al professionismo e il DOS fu tra le squadre che scelsero di diventare professionistiche. Nel 1956 la federazione nazionale decise di trasformare la massima serie nazionale in una competizione a girone unico con partite di andata e ritorno e il DOS fu tra le 18 squadre ammesse a partecipare alla prima edizione nella stagione 1956-1957. Nella stagione successiva raggiunse il suo apice vincendo il campionato nazionale per la prima e unica volta nella sua storia: sotto la guida di Joseph Gruber, e grazie anche alle reti realizzate da Tonnie van der Linden, i giallo-neri conclusero il campionato al primo posto a pari punti con l'Enschede. Lo spareggio per l'assegnazione del titolo venne disputato a Nimega il 15 giugno 1958 e vide la vittoria del DOS ai tempi supplementari grazie alla rete realizzata da van der Linden, che vinse la sfida tra numeri 10 contro Abe Lenstra dell'Enschede.
La vittoria del campionato consentì al DOS di partecipare alla Coppa dei Campioni 1958-1959, dalla quale venne eliminato già nei sedicesimi di finale dopo la doppia sconfitta contro i portoghesi dello Sporting Lisbona. Nelle tre stagioni successive il DOS concluse il campionato tra il quarto e il quinto posto, per poi calare negli anni successivi, durante i quali occupò le posizioni di medio-bassa classifica. Tra il 1963 e il 1969 prese parte a sei edizioni consecutive della Coppa delle Fiere, senza, però, ottenere risultati di rilievo, ma venendo eliminato spesso nei turni iniziali. Il campionato 1969-1970 venne concluso con una salvezza ottenuto a discapito del GVAV nello scontro diretto giocato a Groninga proprio all'ultima giornata. La rete decisiva, che consentì al DOS di mantenere la categoria, venne realizzata da Leo van Veen e si rivelò essere l'ultima rete del DOS. Infatti, il 1º luglio 1970 avvenne la fusione tra le tre principali squadre cittadine, il DOS, il Velox e l'Elinkwijk, dando vita al Football Club Utrecht, che venne iscritto alla Eredivisie 1970-1971, sfruttando il titolo sportivo del DOS.
Al DOS venne concesso di continuare le attività a livello giovanile e dilettantistico, partecipando alle serie regionali negli anni successivi, fino allo scioglimento avvenuto nel 2004 dopo la fusione con l'USV Holland.

## Palmarès

### Competizioni nazionali
- Campionato olandese: 1

1957-1958